# Jamie McDell
Jamie McDell (Auckland, 3 novembre 1992) è una cantautrice neozelandese.

## Biografia
Jamie McDell è salita alla ribalta nel 2012, con la pubblicazione del suo album di debutto Six Strings and a Sailboat, che ha raggiunto l'8ª posizione classifica neozelandese, paese nel quale è stato certificato disco d'oro. È stato promosso dai singoli You'll Never Take That Away, Rewind e Life in Sunshine, che si sono piazzati rispettivamente in 11ª, 30ª e 27ª posizione a livello nazionale. Ai New Zealand Music Awards 2013 la cantante ha ricevuto tre candidature, vincendo nella categoria Miglior album pop. Il secondo album, intitolato Ask Me Anything, ha esordito alla numero 7 in Nuova Zelanda, dove il singolo Dumb ha raggiunto la 37.

## Discografia

### Album in studio
- 2012 – Six Strings and a Sailboat
- 2015 – Ask Me Anything
- 2018 – Extraordinary Girl

### EP
- 2012 – All That I Wanted
- 2014 – Crash

### Singoli
- 2012 – You'll Never Take That Away
- 2012 – Life in Sunshine
- 2012 – Rewind
- 2013 – Angel
- 2013 – Dumb
- 2013 – Crush